# عزلة آل سودان (البيضاء)

تعديل مصدري - تعديل

عزلة ال سودان هي إحدى عزل مديرية ناطع في محافظة البيضاء اليمنية ويبلغ تعداد سكانها 1166 نسمة حسب التعداد السكاني في اليمن لعام 2004.